# Bulbophyllum apodum
Bulbophyllum apodum är en orkidéart som beskrevs av Joseph Dalton Hooker. Bulbophyllum apodum ingår i släktet Bulbophyllum och familjen orkidéer. Inga underarter finns listade i Catalogue of Life.